# Садерн Шопс (Јужна Каролина)
Садерн Шопс (енгл. Southern Shops) насељено је место без административног статуса у америчкој савезној држави Јужна Каролина.

## Демографија
По попису из 2010. године број становника је 3.767, што је 60 (1,6%) становника више него 2000. године.
| Група             | 2000.         | 2010.         |
| Белци             | 2.130 (57,5%) | 1.498 (39,8%) |
| Афроамериканци    | 547 (14,8%)   | 640 (17,0%)   |
| Азијати           | 29 (0,8%)     | 44 (1,2%)     |
| Хиспаноамериканци | 930 (25,1%)   | 1.533 (40,7%) |
| Укупно            | 3.707         | 3.767         |